# 二圣桥水库
二圣桥水库是中国江苏省镇江市句容市境内的一座水库，位于北河上，建于1960年。水库正常库容为2216万立方米，集雨面积为104平方千米，海拔为15米。